# Västerby (Pyttis)
Västerby (tidigare Västerkuppis, finska Länsikylä) är en by i Pyttis kommun, Kymmenedalen, Södra Finlands län, Finland.
Jordebokshemmanen i byn var fem, nämligen:
- Länsmans Nr 1
- Nybondas Nr 2
- Råbacka Nr 3
- Falck Nr 4
- Simons Nr 5